# 刘庄公园
刘庄公园是一座位于北京市通州区宋庄镇的公园，北起中坝河，南至潞苑北大街，西起小中河，东至中坝河，占地面积为270860平方米。
此公园的位置部分曾是养殖小区，2017年3月拆迁建设公园。2018年10月，公园建成开放。